# Gaius Placuleius Iullianus
Gaius Placuleius Iullianus war ein antiker römischer Unternehmer des 1. Jahrhunderts, der in Rom oder der Umgebung der Stadt aktiv war.
Gaius Placuleius Iullianus, Sohn eines Gaius Placuleius, ist heute nur noch von einer mittlerweile verschollenen Weiheinschrift bekannt, die in Praeneste gefunden wurde und Fortuna Primigenia geweiht war. Auf dieser werden er und sein Bruder Gaius Placuleius Ampliatus als vascularius bezeichnet, was sowohl die Produzenten von zumeist Metallgefäßen (Toreuten) als auch die Händler solcher Gefäße  meinen kann. Da die Inschrift verschollen ist, ist eine genauere Datierung nicht mehr möglich als in das erste Jahrhundert. Die (aufgelöste) Inschrift lautet:

## Einzelbelege
1. ↑  CIL 14, 2887

| Personendaten    | Personendaten                              |
| ---------------- | ------------------------------------------ |
| NAME             | Placuleius Iullianus, Gaius                |
| ALTERNATIVNAMEN  | Iullianus, Gaius Placuleius                |
| KURZBESCHREIBUNG | antiker römischer Toreut oder Händler      |
| GEBURTSDATUM     | 1. Jahrhundert v. Chr. oder 1. Jahrhundert |
| STERBEDATUM      | 1. Jahrhundert oder 2. Jahrhundert         |